# Saaya ibn Urayd
Saaya ibn Urayd est un poète juif arabe qui a vécu au VIIe siècle.
Il est évoqué dans les Classes des poètes arabes du philologue du VIIIe – IXe siècle EC Ibn Sallâm al-Jumahî, ainsi que dans Le Livre des chansons, anthologie poétique du Xe siècle composée par Asfahani.

## Dans lesClasses des poètes arabes
Cet ouvrage qui classe les poètes (titre arabe : Tabaqat) est composé de deux grands parties : les poètes antéislamiques (djahiliyyin) et les poètes musulmans (islamiyyin). Une troisième partie, dans laquelle est mentionné Saaya ibn Urayd (qui n'est ni idolâtre, ni musulman), rompt cette symétrie : elle comprend d'une part une classe de poètes juifs, dans laquelle Saaya ibn Urayd est rangé aux côtés de Samaw'al, Al-Rabi ibn Abu al-Huqayq (en), Kaab Ibn al-Achraf, et quatre autres poètes ; d'autre part, une classe de poètes citadins ; et enfin, une classe de poètes auteurs de thrènes.

## Dans leLe Livre des chansons
Cette anthologie poétique, Kitâb al-Aghânî, propose dans son tome 22 un florilège de la poésie des Juifs d'Arabie. « Ce choix de textes semble montrer qu'à l'époque du Kitâb al-Aghânî [Xe siècle], des fragments remontant à des poètes juifs étaient non seulement chantés, mais sélectionnés sous patronage officiel. Ainsi de ceux de Samaw'al, de Saaya ibn Urayd, Abu l-Zannad al-Adimi, que mit en musique Ibn Muhriz ».
Asfahani rapporte que le calife omeyyade Muʿawiya Ier citait en public des vers de Saaya ibn Urayd.
Il rapporte également un dialogue qui aurait eu lieu entre Muʿawiya Ier et Saaya ibn Urayd, ou, selon une autre tradition, entre le calife omeyyade Abd Al-Malik et ce poète : à la demande de son interlocuteur, Saaya commence par réciter un poème de son propre père ; il s'ensuit une dispute au cours de laquelle Saaya, sur un ton polémique, reproche au calife d'avoir autrefois combattu le Prophète, puis d'avoir interdit de califat la progéniture du Prophète ; « tu n'as rien à faire avec cette charge [de calife] » dit Saaya ibn Urayd, traitant son interlocuteur de menteur et de vilain.

## Citations
- Dans les vers suivants, le poète déplore le départ de sa bien-aimée, et se lamente devant les vestiges du campement abandonné, comme c'est souvent le cas dans la qasida de la poésie préislamique (voir Les premiers poètes arabes) :

« Ô demeure de Su'da tout au bout du val des bonheurs, je la salue, bien que, déserté et vétuste, le site ne soit plus qu'habitat de bêtes sauvages, extinction de cendres de marmites et de feux
Appuyé sur mon bâton j'interrogeais la demeure : elle ne m'a point parlé : même pas la langue imaginaire d'une surdité... ».
- Voici les vers attribués au père de Saaya, que le poète aurait récités devant le calife omeyyade :

« Oh puissé-je savoir, quand on pleurera ma mort, ce que lamenteront mes pleureuses !
Diront-elles : Tu n'es pas loin? Que de haines n'aurai-je pas dissipées par vaillance ou indulgence !
Moi je prenais mon droit sans vindicte, je faisais droit aux autres sans dispute
Quand on m'invitait à quelque difficile affaire, je la facilitais. Aussi m'appelait-on l'Accompli, le Vainqueur » (traduction par Jacques Berque).